# 同步巧合
《同步巧合》（日语： shinkuronishithi */?）是日本女子偶像組合乃木坂46的第20張單曲，2018年4月25日由N46Div.發售。該單曲的同名標題曲由秋元康作詞、白石紗澄李作曲，Center（中心成員）由白石麻衣擔任。此單曲在第60屆日本唱片大獎被選為「優秀作品獎」並最終獲得首獎，是乃木坂46繼《大影響家》之後連續第二年獲得该奖。

## 概要
單曲分為Type A、Type B、Type C、Type D和通常版，總共五個版本。本作為前作《及時行事》發行約6個月（約196天）後的最新單曲，在乃木坂46發行的所有單曲中，發行間隔時間最長。《及時行事》與前作《蜃景》發行間隔時間最短，約2個月（約63天）。3期生在本作中亦參予B面的Under曲的演唱。
宣布於本作發行後將自乃木坂46畢業的生駒里奈，在製作人秋元康徵詢是否有意擔任本作標題曲Center時，主動婉拒請求，其後她在該曲的表演站位安排在第二排的中央。

## 销量成绩
本张單曲在首週售出111.7萬張，為乃木坂46第一次達成首週百萬銷量，也是史上第五组、2000年後第二组達成此紀錄的日本艺人。。

## 歌曲列表

### Type-A
| CD   | CD                            | CD     | CD         | CD         |
| 曲序 | 曲目                          |        | 作曲       | 編曲       |
| ---- | ----------------------------- | ------ | ---------- | ---------- |
| 1.   | 同步巧合                      | 秋元康 | 白石紗澄李 | 白石紗澄李 |
| 2.   | Against                       | 秋元康 | 古川貴浩   | 古川貴浩   |
| 3.   | 能變成雲就好了                | 秋元康 | 丸谷學     | 丸谷學     |
| 4.   | 同步巧合 off vocal ver.       |        | 白石紗澄李 | 白石紗澄李 |
| 5.   | Against off vocal ver.        |        | 古川貴浩   | 古川貴浩   |
| 6.   | 能變成雲就好了 off vocal ver. |        | 丸谷學     | 丸谷學     |

| DVD  | DVD                                  | DVD      |
| 曲序 | 曲目                                 | 導演     |
| ---- | ------------------------------------ | -------- |
| 1.   | 同步巧合 Music Video                 | 池田一真 |
| 2.   | Against Music Video                  | 丸山健志 |
| 3.   | 三人旅行〜尋找最完美的伴手禮〜金澤篇 |          |
| 4.   | 三人旅行〜尋找最完美的伴手禮〜松阪篇 |          |

### Type-B
| CD   | CD                        | CD     | CD         | CD         |
| 曲序 | 曲目                      |        | 作曲       | 編曲       |
| ---- | ------------------------- | ------ | ---------- | ---------- |
| 1.   | 同步巧合                  | 秋元康 | 白石紗澄李 | 白石紗澄李 |
| 2.   | Against                   | 秋元康 | 古川貴浩   | 古川貴浩   |
| 3.   | 全新的世界                | 秋元康 | 古川貴浩   | 古川貴浩   |
| 4.   | 同步巧合 off vocal ver.   |        | 白石紗澄李 | 白石紗澄李 |
| 5.   | Against off vocal ver.    |        | 古川貴浩   | 古川貴浩   |
| 6.   | 全新的世界 off vocal ver. |        | 古川貴浩   | 古川貴浩   |

| DVD  | DVD                                  | DVD      |
| 曲序 | 曲目                                 | 導演     |
| ---- | ------------------------------------ | -------- |
| 1.   | 同步巧合 Music Video                 | 池田一真 |
| 2.   | 全新的世界 Music Video               | 橫堀光範 |
| 3.   | 三人旅行〜尋找最完美的伴手禮〜高知篇 |          |
| 4.   | 三人旅行〜尋找最完美的伴手禮〜京都篇 |          |

### Type-C
| CD   | CD                      | CD     | CD         | CD         |
| 曲序 | 曲目                    |        | 作曲       | 編曲       |
| ---- | ----------------------- | ------ | ---------- | ---------- |
| 1.   | 同步巧合                | 秋元康 | 白石紗澄李 | 白石紗澄李 |
| 2.   | Against                 | 秋元康 | 古川貴浩   | 古川貴浩   |
| 3.   | 星探                    | 秋元康 | SaSA       | SaSA       |
| 4.   | 同步巧合 off vocal ver. |        | 白石紗澄李 | 白石紗澄李 |
| 5.   | Against off vocal ver.  |        | 古川貴浩   | 古川貴浩   |
| 6.   | 星探 off vocal ver.     |        | SaSA       | SaSA       |

| DVD  | DVD                                  | DVD      |
| 曲序 | 曲目                                 | 導演     |
| ---- | ------------------------------------ | -------- |
| 1.   | 同步巧合 Music Video                 | 池田一真 |
| 2.   | 星探 Music Video                     | 中村太洸 |
| 3.   | 三人旅行〜尋找最完美的伴手禮〜青森篇 |          |
| 4.   | 三人旅行〜尋找最完美的伴手禮〜山口篇 |          |
| 5.   | 三人旅行〜尋找最完美的伴手禮〜宮崎篇 |          |

### Type-D
| CD   | CD                      | CD     | CD             | CD             |
| 曲序 | 曲目                    |        | 作曲           | 編曲           |
| ---- | ----------------------- | ------ | -------------- | -------------- |
| 1.   | 同步巧合                | 秋元康 | 白石紗澄李     | 白石紗澄李     |
| 2.   | Against                 | 秋元康 | 古川貴浩       | 古川貴浩       |
| 3.   | 心動不已                | 秋元康 | 中山聰、足立優 | 中山聰、足立優 |
| 4.   | 同步巧合 off vocal ver. |        | 白石紗澄李     | 白石紗澄李     |
| 5.   | Against off vocal ver.  |        | 白石紗澄李     | 白石紗澄李     |
| 6.   | 心動不已 off vocal ver. |        | 中山聰、足立優 | 中山聰、足立優 |

| DVD  | DVD                                      | DVD      |
| 曲序 | 曲目                                     | 導演     |
| ---- | ---------------------------------------- | -------- |
| 1.   | 同步巧合 Music Video                     | 池田一真 |
| 2.   | 心動不已 Music Video                     | 伊藤衆人 |
| 3.   | 伊藤理理杏「鏡中的十三歲」（鏡の中の十三才）           | 松本千晶 |
| 4.   | 岩本蓮加「蓮加的加油歌」（れんかのおうえんか）             | 吉川英里 |
| 5.   | 梅澤美波「蝴蝶與背脊與青蛙與自由」（蝶と背中とカエルと自由と）   | 番場秀一 |
| 6.   | 大園桃子「SUTERU」                       | 山岸聖太 |
| 7.   | 久保史緒里「吸血鬼 史緒里」              | 中村太洸 |
| 8.   | 阪口珠美「這裡有什麼呢」（ここはどこだ）             | 富田大智 |
| 9.   | 佐藤楓「我之中的我」（わたしのわたし）                 | 佐藤克則 |
| 10.  | 中村麗乃「就算風呼呼的吹起」（風に吹かれて、ピーヒョロラ）         | 三宅章太 |
| 11.  | 向井葉月「健康反論」（ヘルシーパラドックス）                 | 伊藤衆人 |
| 12.  | 山下美月「再見喧鬧鬼」（さよならポルターガイスト）               | 荒船泰廣 |
| 13.  | 吉田綾乃克莉絲蒂「一個月前的春之歌」（一ヶ月前、春のうた） | 頃安祐良 |
| 14.  | 與田祐希「恐怖片裡最先死的人」（ホラー映画で最初に死ぬやつ）       | 森翔太   |

### 通常盤
| CD   | CD                      | CD     | CD                   | CD                   |
| 曲序 | 曲目                    |        | 作曲                 | 編曲                 |
| ---- | ----------------------- | ------ | -------------------- | -------------------- |
| 1.   | 同步巧合                | 秋元康 | 白石紗澄李           | 白石紗澄李           |
| 2.   | Against                 | 秋元康 | 古川貴浩             | 古川貴浩             |
| 3.   | 言靈砲                  | 秋元康 | Ryota Saito、TomoLow | TomoLow、Ryota Saito |
| 4.   | 同步巧合 off vocal ver. |        | 白石紗澄李           | 白石紗澄李           |
| 5.   | Against off vocal ver.  |        | 古川貴浩             | 古川貴浩             |
| 6.   | 言靈砲 off vocal ver.   |        | Ryota Saito、TomoLow | TomoLow、Ryota Saito |

### Special Edition
| 數位版   | 數位版         | 數位版   | 數位版               | 數位版               | 數位版 |
| 曲序     | 曲目           |          | 作曲                 | 編曲                 | 时长   |
| -------- | -------------- | -------- | -------------------- | -------------------- | ------ |
| 1.       | 同步巧合       | 秋元康   | 白石紗澄李           | 白石紗澄李           | 4:14   |
| 2.       | Against        | 秋元康   | 古川貴浩             | 古川貴浩             | 4:27   |
| 3.       | 能變成雲就好了 | 秋元康   | 丸谷學               | 丸谷學               | 3:32   |
| 4.       | 全新的世界     | 秋元康   | 古川貴浩             | 古川貴浩             | 4:35   |
| 5.       | 星探           | 秋元康   | SaSA                 | SaSA                 | 3:49   |
| 6.       | 心動不已       | 秋元康   | 中山聰、足立優       | 中山聰、足立優       | 4:00   |
| 7.       | 言靈砲         | 秋元康   | Ryota Saito、TomoLow | Tomolow、Ryota Saito | 4:50   |
| 总时长： | 总时长：       | 总时长： | 总时长：             | 总时长：             | 29:27  |

## 封面及封底寫真
參與拍攝的成員列於下表中。
| Type-A 封面 | 生田繪梨花、白石麻衣、西野七瀨                                       |
| Type-B 封面 | 山下美月、堀未央奈、齋藤飛鳥、與田祐希                               |
| Type-C 封面 | 久保史緒里、生駒里奈、大園桃子                                       |
| Type-D 封面 | 櫻井玲香、松村沙友理、衛藤美彩、秋元真夏                             |
| 通常盤 封面 | 井上小百合、新内眞衣、高山一實、星野南、若月佑美、樋口日奈、寺田蘭世 |

本作封面寫真由攝影師西川元基一手包辦，2018年3月中旬於東京都拍攝。設計理念為「姿勢與動作、及穿上服裝的瞬間，皆為瞬間無意識的的巧合動作」，所有成員的動作在經過無數次的調整之後，才得以拍攝出最終成果。

## MV
同步巧合
導演：池田一真
標題曲《同步巧合》MV於2018年3月中旬在建築師三澤文子設計的木造建築中拍攝。所有成員的舞蹈、笑容、無言、快步行進皆以偶然一致的方式呈現。導演曾執導《制服模特兒》MV，本作拍攝手法與《制服模特兒》如出一轍。編舞則由Seishiro負責，是繼《大影响家》後再度擔當乃木坂46歌曲的編舞工作。
Against
導演：丸山健志
由1期生成員演唱的《Against》是生駒里奈最後一次擔任中心成員的畢業作，MV以「想在MV中讓大家見到1期生全新的風貌」的理念製作。
全新的世界
導演：橫堀光範
由UNDER成員演唱的《全新的世界》MV於2018年2月下旬在群馬縣工藤耀日美術館與長野縣國立野邊山天文台拍攝，「憧憬全新的世界並懷抱著夢想的女孩，將自己想傳達的訊息以簡訊的方式發送」為此MV的主題。
星探
導演：中村太洸
2期生成員演唱的《星探》MV中，堀未央奈生動的表現出時間真的完全停止的情境。
心動不已
導演：伊藤衆人
3期生成員演唱的《心動不已》MV於2018年3月中旬在千葉縣九十九里濱拍攝。成員分別以冒險及派對的設定，營造出「距離夏天還有100天」的歡樂氛圍。拍攝當天因為大雨的緣故，原定在戶外的拍攝工作臨時中止，改於室內拍攝，此外傾盆大雨導致氣溫下降，現場特別設置暖爐，拍攝工作得以繼續進行。

## 選抜成員

### 同步巧合
（中心成員：白石麻衣）
- 第三排：井上小百合、新内真衣、高山一實、星野南、若月佑美、樋口日奈、寺田蘭世[12]
- 第二排：櫻井玲香、松村沙友理、久保史緒里、生駒里奈、大園桃子、衛藤美彩、秋元真夏[12]
- 第一排：山下美月、堀未央奈、生田繪梨花、白石麻衣、西野七瀬、齋藤飛鳥、與田祐希[12]

本作選拔成員比前作增加2人，共21人。第1排與第2排的福神成員較前作多出3人，成為歷次以來人數最多的「十四福神」。Center（中心成員）由白石麻衣擔任，此次是她繼第17張單曲《大影響家》第4度擔任Center，也是她在第6張單曲《Girls' Rule》之後睽違四年九個月第2度單獨擔任Center；本作也是自第16張單曲《再見的意義》，重新由單人擔任單曲Center。寺田蘭世、樋口日奈是繼第17張單曲《大影響家》後第3度入選。3期生與田祐希與大園桃子是繼擔任雙中心成員的第18張單曲《蜃景》後第2度入選，並重回福神行列。包括初次入選的山下美月、久保史緒里在內的3期生有4人進入福神行列。井上小百合與若月佑美於第18張單曲《蜃景》後掉出福神行列。秋元真夏繼《蜃景》後第2度重回福神行列。前作選拔成員中，包括已正式畢業的伊藤萬理華在內、齊藤優里、中田花奈與暫停活動中的北野日奈子皆未入選。

### Against
（中心成員：生駒里奈）
- 秋元真夏、生田繪梨花、生駒里奈、井上小百合、衛藤美彩、川後陽菜、齋藤飛鳥、齋藤千春、齊藤優里、櫻井玲香、白石麻衣、高山一實、中田花奈、西野七瀬、能條愛未、樋口日奈、星野南、松村沙友理、若月佑美、和田真彩

由1期生全體成員演唱。

### 能變成雲就好了
（小隊名：藤櫻梨）
- 生田繪梨花、衛藤美彩、櫻井玲香[14]

### 全新的世界
（中心成員：鈴木絢音）
- 伊藤卡琳、伊藤純奈、伊藤理理杏、岩本蓮加、梅澤美波、川後陽菜、齋藤千春、齊藤優里、阪口珠美、相樂伊織、佐佐木琴子、佐藤楓、鈴木絢音、中田花奈、中村麗乃、能條愛未、向井葉月、山崎怜奈、吉田綾乃克莉絲蒂、渡邊米麗愛、和田真彩

3期生首度參與演唱的Under曲。

### 星探
（中心成員：堀未央奈）
- 伊藤卡琳、伊藤純奈、相樂伊織、佐佐木琴子、新内真衣、鈴木絢音、寺田蘭世、堀未央奈、山崎怜奈、渡邊米麗愛

2期生演唱曲，暫停活動的北野日奈子雖未參與錄音，但參與了MV拍攝。

### 心動不已
（中心成員：岩本蓮加）
- 伊藤理理杏、岩本蓮加、梅澤美波、大園桃子、久保史緒里、阪口珠美、佐藤楓、中村麗乃、向井葉月、山下美月、吉田綾乃克莉絲蒂、與田祐希

3期生演唱曲。

### 言靈砲
（小隊名：妹坂）
- 大園桃子、久保史緒里、山下美月、與田祐希[14]

## 媒體合作
同步巧合
治山貿易「成為最棒的春天吧。」篇廣告曲。
能變成雲就好了
富士電視台《週六鬧鐘新聞》片頭曲。

## 外部連結
- 音樂唱片分類 （页面存档备份，存于）－乃木坂46官方網站（日語）
- 音樂錄影帶（日語）
  - YouTube上的乃木坂46 「同步巧合」（2018年4月5日）
  - YouTube上的乃木坂46 「Against」（2018年4月12日，僅限日本國內觀賞）
  - YouTube上的乃木坂46 「心動不已」（2018年4月12日，僅限日本國內觀賞）
  - YouTube上的乃木坂46 「全新的世界」（2018年4月16日，僅限日本國內觀賞）
  - YouTube上的乃木坂46 「星探」（2018年4月16日，僅限日本國內觀賞）
- 音樂錄影帶（繁體中文）
  - YouTube上的乃木坂46／同步巧合（中文完整版）（2018年4月30日）